# Villa Fredheim

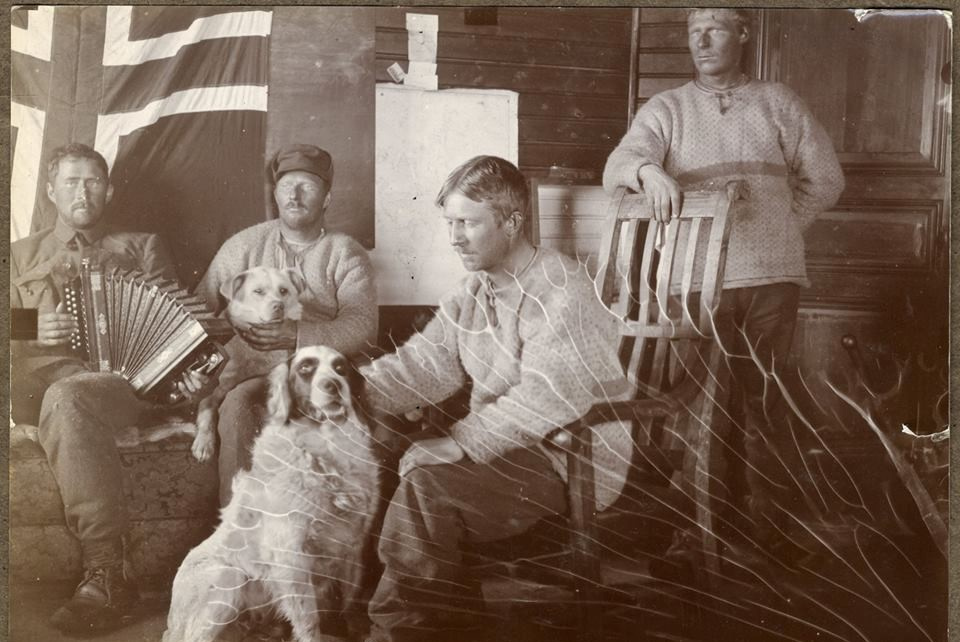
Stående Daniel Nøis, Johan Nilsen Nøis och Hilmar Nøis, sittande polarforskaren Arve Staxrud, i stugan 1912/13.

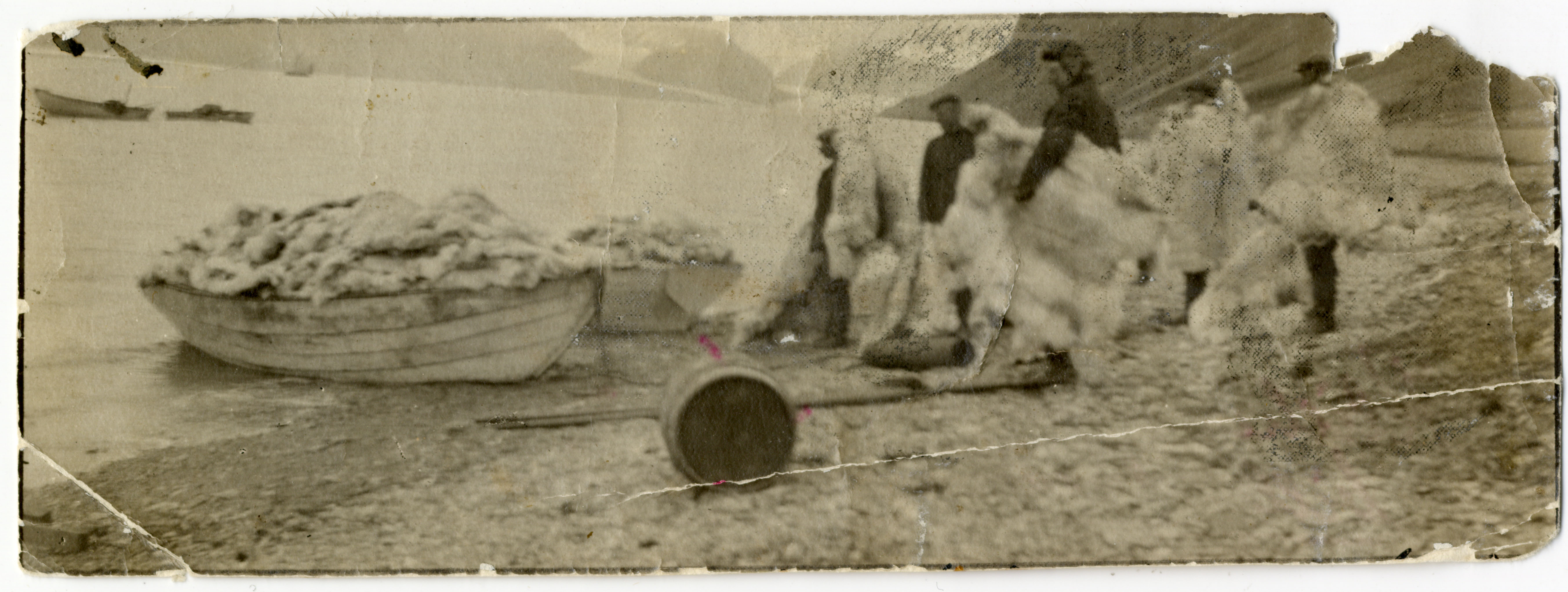
Lastning efter jaktsäsongen för transport till Norge av skinn från isbjörnar, renar och polarrävar

Villa Fredheim är en tidigare fångststation vid Sassenfjorden vid Isfjorden på Spetsbergen i Svalbard.
Villa Fredheim var huvudbostad under övervintringar på Spetsbergen mellan 1924 och 1963 för fångstmannen Hilmar Nøis från Andøya. Den ägs numera av norska staten och förvaltas av Sysselmannen på Svalbard. Den anses som den ståtligaste fångststationen i Svalbard.
Hilmar Nøis började bygga sin bostad 1924 tillsammans med en snickare från gruvan i Hiorthhamn och var klar 1927. Dessförinnan hade hans farbror Daniel Nøis byggt en hydda, "Danielsbua" på samma ställe. Huset kallades av Nøis i början "Slottet", men döptes om 1935 till Fredheim efter ett biskopsbesök från Norge där.
Hilmar Nøis övervintrade i Danielsbua sex säsonger och senare i det större huset 19 säsonger. Under andra världskriget var han 1941–1946 evakuerad till Skottland. Både hans första fru Ellen Dorthe Johansen Nøis, och hans andra fru Helfrid Nøis övervintrade på fångststationen vissa säsonger, och hans son Johannes Normann Kaps Nøis med Ellen Dorthe föddes också på platsen, i juni 1922.
Huvudhuset har två våningar och flera rum samt en veranda mot havet. På loftet var det förvaringsutrymmen. Nära huvudhuset ligger ett uthus, kallad Nødhytta, som var lager för redskap och verktyg. Bredvid låg också Gammelhytta, också kalld Danielsbua, som byggdes av Hilmar Nøis farbror Daniel Nøis inför dennes övervintring 1911/1912. Gammelhytta har mossa som väggisolering och näverklädda väggar och tak, och har torv upp längs väggarna och på taket. Väster om huvudhuset på strandkanten ligger ett utedass. Det fanns en flaggstång på gårdstunet.